# Niko Pepaj
Niko Pepaj (6 de abril de 1991) es un modelo y actor de origen albanés conocido por interpretar a Sergio en la serie de MTV, La chica invisible y por interpretar a Nico Velli en la película Psicosis en mis super dulces 16: parte 3.

## Biografía
Nació en Albania pero se crio en Detroit mudándose a California a la edad de 14 años.
Estudió secundaria en la Canyon Crest Academy en San Diego, acabando en 2009. Allí fue un atleta, destacando en baseball, baloncesto y lacrosse.
Después de la universidad se trasladó a Los Ángeles. Se convirtió en modelo y realizó varias campañas publicitarias con marcas como PacSun, Supercuts y Sketchers. 
En 2010 apareció en el videoclip y su versión en español llamado “A Year Without Rain” de la cantante Selena Gómez. En 2012 apareció como uno de los protagonistas en la secuela Psicosis en mis super dulces 16: parte 3, a lo que siguieron papeles en la serie Family Bunheads.
Tiene una hermana llamada Eva Lauren Pepaj que también es modelo.

## Filmografía
| Año  |                                          | Personaje           | Notas                    |
| ---- | ---------------------------------------- | ------------------- | ------------------------ |
| 2011 | The protector                            | chico               | serie de TV              |
| 2011 | Sal                                      | Spa Patron          |                          |
| 2012 | Psicosis en mis super dulces 16: parte 3 | Nico Velli          | serie de TV              |
| 2013 | Paraíso                                  | Frankie             | serie de TV 5 episodios  |
| 2014 | Como defender a un asesino               | Paxton "Pax" Curtis | serie de TV 1 episodio   |
| 2015 | Bosch                                    | Carl                | serie de TV 1 episodio   |
| 2015 | Web Atlas                                | Jared               | serie de TV 1 episodio   |
| 2016 | Party over here                          | Michael             | serie de TV 1 episodio   |
| 2016 | La chica invisible                       | Sergio              | serie de TV 22 episodios |